# Marcelo Medina Zamora
Marcelo Nicolás Medina Zamora (San Vicente de Tagua Tagua, Chile, 11 de febrero de 1980) es un exfutbolista chileno. Jugaba como defensa en diversos clubes de Chile.

## Clubes
| Club                | País  | Año       |
| ------------------- | ----- | --------- |
| O'Higgins           | Chile | 2001-2004 |
| Deportes Concepción | Chile | 2005      |
| O'Higgins           | Chile | 2006      |
| Cobresal            | Chile | 2007      |
| O'Higgins           | Chile | 2008      |
| Cobresal            | Chile | 2009      |
| Coquimbo Unido      | Chile | 2010      |
| Ñublense            | Chile | 2010      |
| San Marcos de Arica | Chile | 2011-2013 |

## Palmarés

### Campeonatos nacionales
| Título    | Club                | País  | Año  |
| --------- | ------------------- | ----- | ---- |
| Primera B | San Marcos de Arica | Chile | 2012 |